# Niklas Hjalmarsson
Niklas Hjalmarsson (* 6. Juni 1987 in Eksjö) ist ein ehemaliger schwedischer Eishockeyspieler. Der Verteidiger bestritt zwischen 2007 und 2023 über 800 Partien für die Chicago Blackhawks und die Arizona Coyotes in der National Hockey League (NHL). Zehn Jahre davon verbrachte er bei den Blackhawks, mit denen er in den Jahren 2010, 2013 und 2015 den Stanley Cup gewann. Zudem errang er mit der schwedischen Nationalmannschaft die Silbermedaille bei den Olympischen Winterspielen 2014.

## Karriere

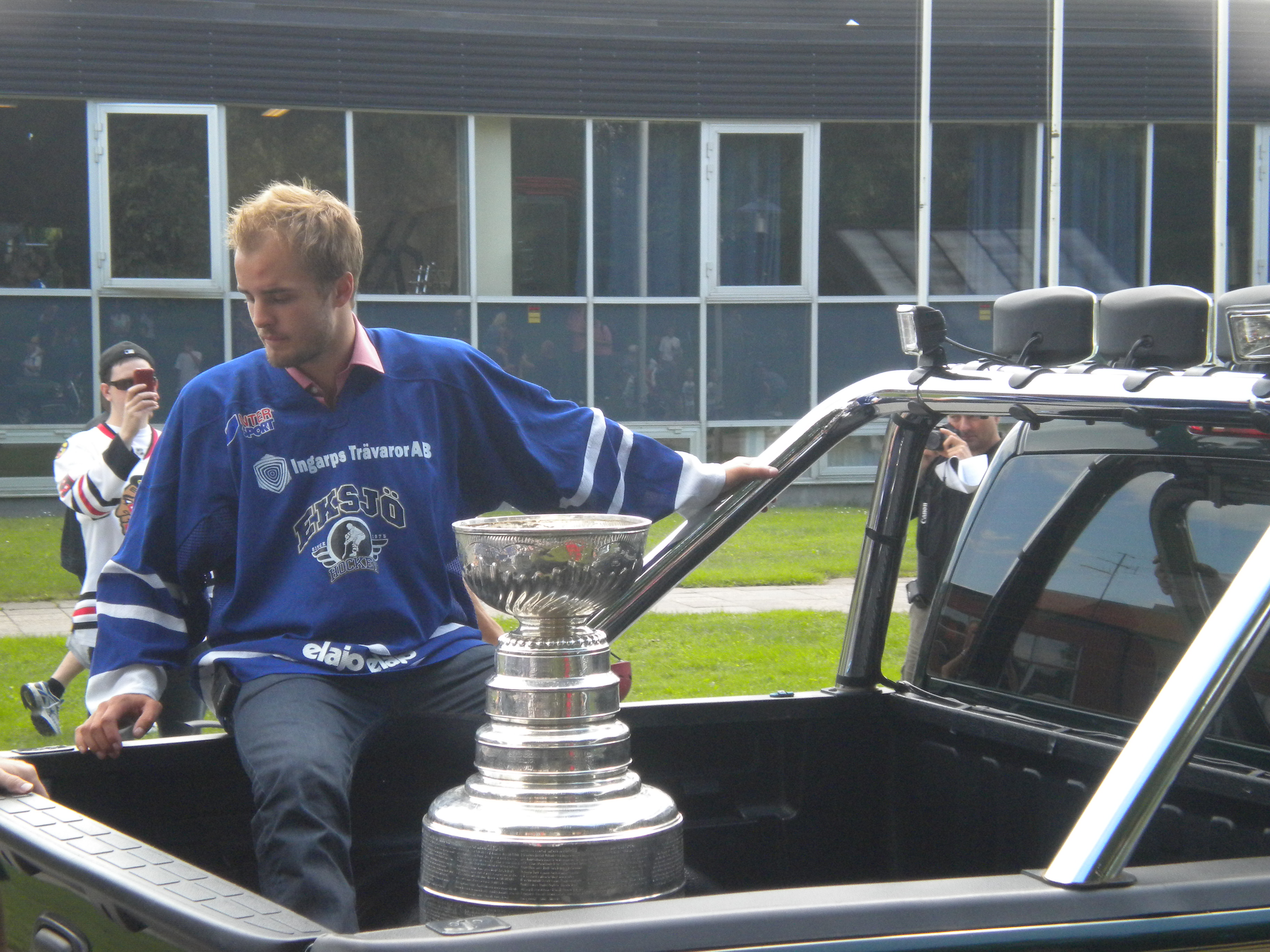
Hjalmarsson mit dem Stanley Cup (2010)

Niklas Hjalmarsson begann seine Karriere als Eishockeyspieler in seiner schwedischen Heimat in der Jugend des HV71 Jönköping, für dessen Profimannschaft er von 2004 bis 2007 in der Elitserien aktiv war. In diesem Zeitraum wurde der Verteidiger im NHL Entry Draft 2005 in der vierten Runde als insgesamt 108. Spieler von den Chicago Blackhawks ausgewählt.
Für die Blackhawks gab er in der Saison 2007/08 sein Debüt in der National Hockey League. Dabei verbuchte der Schwede in seinem Rookiejahr in 13 Spielen eine Vorlage. In der folgenden Spielzeit spielte der Linksschütze gegen Saisonende regelmäßig in der NHL für Chicago, für das er unter anderem in allen 17 Playoff-Partien zum Einsatz kam. Seitdem er für die Mannschaft aus Illinois aufläuft, spielt er parallel für deren Farmteam aus der American Hockey League, die Rockford IceHogs. In der Saison 2009/10 gewann er mit Chicago den Stanley Cup. Anfang November 2012 wechselte er aufgrund des Lockouts nach Italien. Dort lief er für den HC Bozen aus der Serie A1 auf.
Den Gewinn des Stanley Cups konnte der Schwede in den Jahren 2013 und 2015 mit den Blackhawks wiederholen. Im Juni 2017 – nach zehn Jahren in der Organisation der Blackhawks – gab ihn Chicago im Tausch für Connor Murphy und Laurent Dauphin an die Arizona Coyotes ab. Dort verlängerte er seinen auslaufenden Fünfjahresvertrag, den er im Sommer 2013 mit Chicago geschlossen hatte, im Juni 2018 um zwei weitere Jahre. Nach Ablauf dessen beendete er zunächst seine aktive Karriere, in der er insgesamt 822 NHL-Partien bestritten und dabei 172 Scorerpunkte erzielt hatte. Im November 2022 unterzeichnete Hjalmarsson 16 Monate nach seinem Rücktritt einen Vertrag bei HV71 aus der Svenska Hockeyligan, nachdem er im Oktober begonnen hatte, mit dem Team zu trainieren. Nach 17 Einsätzen zog er sich am Saisonende abermals und endgültig aus dem aktiven Sport zurück. 

### International
Für Schweden nahm Hjalmarsson an der U18-Junioren-Weltmeisterschaft 2005 sowie der U20-Junioren-Weltmeisterschaft 2007 teil. Bei den Olympischen Winterspielen 2014 gewann er mit der schwedischen Nationalmannschaft die Silbermedaille. Des Weiteren vertrat er sein Heimatland beim World Cup of Hockey 2016 und erreichte dort mit dem Team den dritten Platz.

## Erfolge und Auszeichnungen
- 2010 Stanley-Cup-Gewinn mit den Chicago Blackhawks
- 2013 Stanley-Cup-Gewinn mit den Chicago Blackhawks
- 2015 Stanley-Cup-Gewinn mit den Chicago Blackhawks

### International
- 2005 Bronzemedaille bei der U18-Junioren-Weltmeisterschaft
- 2014 Silbermedaille bei den Olympischen Winterspielen

## Karrierestatistik

### International
Vertrat Schweden bei:
| - U18-Junioren-Weltmeisterschaft 2005 - U20-Junioren-Weltmeisterschaft 2007 - Weltmeisterschaft 2012 | - Olympischen Winterspielen 2014 - World Cup of Hockey 2016 |

(Legende zur Spielerstatistik: Sp oder GP = absolvierte Spiele; T oder G = erzielte Tore; V oder A = erzielte Assists; Pkt oder Pts = erzielte Scorerpunkte; SM oder PIM = erhaltene Strafminuten; +/− = Plus/Minus-Bilanz; PP = erzielte Überzahltore; SH = erzielte Unterzahltore; GW = erzielte Siegtore; 1 Play-downs/Relegation; Kursiv: Statistik nicht vollständig)